# Z-1 Leberecht Maass
Z-1 Ле́берехт Ма́асс (нем. Z-1 «Leberecht Maass») — немецкий эскадренный миноносец типа 1934.
Назван в честь немецкого контр-адмирала Леберехта Маасса, погибшего 28 августа 1914 года в сражении в Гельголандской бухте.
Заложен 10 октября 1934 года на верфи фирмы «Deutsche Werke AG» в Киле.  Спущен на воду 18 августа 1935 года и 14 января 1937 года вступил в строй в качестве флагманского корабля, командующего эсминцами. По состоянию на сентябрь 1939 года бортовой номер не присваивался.

## История и некоторые характеристики
Заказан 7 июля 1934 года, строительство начато 10 октября 1934 года, спущен на воду 18 августа 1935 года, в строю с 14 января 1937 года.
Водоизмещение 2232 т (стандартное), 3156 т (полное); Длина 119 м (наибольшая) 114 м (между перпендикулярами); Ширина 11,3 м (наибольшая); Осадка 3,8 м (нормальная), 4,3 м (в полном грузу).
Артиллерия 5 × 1 127-мм АУ SK C/34 (боезапас — 120 выстрелов на орудие); Зенитная артиллерия 2 × 2 — 37-мм SKC/30, 6 × 1 20-мм FlaK 30; Минно-торпедное вооружение 2 × 4 — 533-мм ТА, до 60 мин заграждения.
В апреле 1938 года совершил плавание в Швецию с посещением Гётеборга.
19 августа 1938 года участвовал во флотском смотре с участием рейхсканцлера Гитлера и регента Венгрии адмирала Хорти.
1 ноября 1938 года вошёл в состав 2 флотилии эскадренных миноносцев Кригсмарине.
С 18 апреля по 15 мая 1939 года совершал плавание к побережью Испании и Марокко, после чего принимал участие в оккупации Мемеля (май 1939).
С началом Второй мировой войны принимал участие в Польской кампании и 3 сентября 1939 года участвовал в бою с польскими минным заградителем «Грыф», эсминцем «Вихер» и береговыми батареями, был повреждён: 4 убитых, 4 раненых. Ремонт продолжался до декабря 1939 года.
В ходе операции «Викингер» 22 февраля 1940 года по ошибке атакован и повреждён германскими бомбардировщиком He-111 из состава 4./KG 26. При уклонении от атаки подорвался на мине, выставленной британскими эсминцами 20-й флотилии, и затонул северо-западнее острова Боркум. Потери — 282 человека.

## Командиры корабля
| Имя и звание                            | Время службы                      |
| --------------------------------------- | --------------------------------- |
| корветтен-капитан Фридрих Траугот Шмидт | 14 января 1937 — 29 сентября 1937 |
| фрегаттен-капитан Герхард Вагнер        | 5 октября 1937 — 4 апреля 1939    |
| корветтен-капитан Фриц Бассенге         | 5 апреля 1939 — 22 февраля 1940   |